# Mihnea Colțoiu
Mihnea Colțoiu (n. 10 martie 1954, București, România – d. 24 septembrie 2021, București, România) a fost un matematician român, membru corespondent (din 2006) al Academiei Române.